# Angolar (divisa)
El angolar (plural: Angolares) fue la moneda de Angola entre 1928 y 1958. Se subdividía en 100 centavos o 20 macutas. Angolar en portugués significa "oriundo de Angola".

## Historia
El angolar se introdujo en 1928 para sustituir el escudo angoleño. Los billetes se cambiaron a una tasa de 1 angolar = 1,25 escudos. Sin embargo, el tipo de cambio con el escudo portugués se mantuvo a la par, lo que indica que los billetes anteriores de Angola se devaluaron en el marco de la reforma sin dejar que el angolar poseyera un "nuevo valor" más alto que el escudo. Las monedas (todas denominados en centavos y macutas) no se vieron afectados por la reforma, por lo que se siguieron emitiendo con el mismo diseño y se fueron agregando nuevos valores. En 1958, se volvió a adoptar el escudo angoleño tras un período de tiempo durante el cual las monedas denominadas en escudos ya habían comenzado a circular (comenzaron a acuñarse desde 1952).

## Billetes
En 1928, la Junta de Moeda presentó billetes (con fecha de 1926) en denominaciones de 1, 2 ½, 5 y 10 angolares, mientras que el Banco de Angola presentó papel moneda en denominaciones de 20, 50, 100 y 500 angolares, fechados con el año 1927. En 1942, el Governo Geral comenzó a imprimir billetes de valuados en 1 y 2½ angolares. Los billetes de 1.000 angolares fueron agregados por el Banco de Angola en 1944, finalmente en 1947 se completó la serie con la introducción de los billetes con valores de 5 y 10 angolares.

## Monedas
Además de las numismas que se encontraban en circulación, en valores de 1, 2, 5, 10, 20 y 50 centavos, se emitieron monedas rediseñadas y con otros materiales de 10, 20 y 50 centavos entre 1948 y 1950. Las primeras monedas con valor en escudos se emitieron con fecha de 1952.